# Ernest P. Worrell
Ernest Powertools Worrell  é um personagem fictício, interpretado por Jim Varney em uma série de comerciais de televisão, gravados principalmente em vídeo digital (uma novidade na época), e mais tarde em uma série de televisão de curta duração (Hey Vern, It's Ernest!), além de uma série de longas-metragens.
Ernest é um sujeito atrapalhado, azarado e propenso a acidentes, embora possua bom coração e seja bem intencionado.
O personagem foi criado pela agência de publicidade de Nashville, Carden and Cherry, e foi usado em várias campanhas publicitárias de televisão locais. Os únicos produtos nacionais que o personagem promoveu foram para a 
Coca-Cola, Sprite, TaB, Mello Yello, Chex e Taco John's. 
O primeiro comercial de Ernest, filmado em 1980, anunciava uma aparição dos líderes de torcida do Dallas Cowboys no Beech Bend Park, um parque de diversões perto de Bowling Green, Kentucky.
O formato dos comerciais raramente variava, na maioria das vezes era roteirizado para ser cômico e curto.

## Filmes
- Ernest Goes to Camp (1987)
- Ernest Saves Christmas (1988)
- Ernest Goes to Jail (1990)
- Ernest Scared Stupid (1991)
- Ernest Rides Again (1993)
- Ernest Goes to School (1994) (Lançado diretamente em vídeo)
- Slam Dunk Ernest (1995) (Lançado diretamente em vídeo)
- Ernest Goes to Africa (1997) (Lançado diretamente em vídeo)
- Ernest in the Army (1998) (Lançado diretamente em vídeo)

## Legado e paródias
O personagem foi parodiado em inúmeras séries de televisão, incluindo Beavis and Butt-Head, Family Guy e The Simpsons. Nos Simpsons, filmes fictícios de Ernest já foram mostrados, como  Ernest Needs A Kidney, Ernest vs. the Pope, Ernest goes to Broadway, Ernest Goes Straight to Video, e Ernest Goes Somewhere Cheap. Em Beavis e Butt-Heade, no episódio "At the Movies", os meninos estão assistindo Ernest no drive-in. Ernest está dentro da Estátua da Liberdade e se depara com uma porta com uma placa que diz "NÃO ENTRE!". No entanto, Ernest interpreta mal o aviso e e abre a porta, caindo através do nariz da estátua. Outras séries que já fizeram referência aos filmes de Ernest foram ALF, Saved by the Bell, Mystery Science Theatre 3000, Kenan e Kel, The Nanny, How I Met Your Mother, The Big Bang Theory, Teen Titans Go!, entre outros.

## Comerciais em home video
A maioria dos comerciais de Ernest foram lançados em fitas VHS pela  Disney Touchstone Pictures e pela Hollywood Pictures Home Video. Muitos também estão disponíveis em DVD, lançados pela Mill Creek Entertainment e pela Image Entertainment.